# مالکولم کلارک (جانورشناس)
مالکولم کلارک (انگلیسی: Malcolm Clarke (zoologist)؛ ۲۴ اکتبر ۱۹۳۰ – ۱۰ مهٔ ۲۰۱۳) یک جانورشناس اهل بریتانیا بود.